# Sphingicampa dollii
Sphingicampa dollii är en fjärilsart som beskrevs av Alpheus Spring Packard 1905. Sphingicampa dollii ingår i släktet Sphingicampa och familjen påfågelsspinnare. Inga underarter finns listade i Catalogue of Life.